# 三明站 (日本)
三明站（日语：／ Sammyo eki */?）是位於石川縣羽咋郡富來町（現時：志賀町）三明，北陸鐵道能登線的鐵路車站（廢站）。
此站為富來町唯一的鐵路站，也是能登線的終點站。當初計劃從此站繼續途經富來站與連接輪島站，後來由於沒有足夠資金，使路線只延伸至此站。

## 歷史
- 1927年（昭和2年）6月30日：能登鐵道能登高濱站至此站之間開通，此站啟用[1][2]
- 1943年（昭和18年）10月13日：在合併後成為北陸鐵道能登線的車站。
- 1972年（昭和47年）6月25日：能登線全線廢除，此站也被廢除[2]。

## 車站構造
此站是地面車站，設有1面2線的島式月台和側線。

## 現狀
路軌遺址變成單車徑和休憩處。車站遺址設置了石碑。

## 相鄰車站
北陸鐵道
能登線
直海－三明

## 注腳
1. ↑  「地方鉄道運輸開始」《官報》1927年7月9日（國立國會圖書館數碼化收藏）
2. 1 2  今尾惠介. . 日本: 新潮社. 2008年10月18日: 32. ISBN 9784107900241.
3. ↑  昭和30年代~50年代の地方私鉄を歩く 第16巻 北陸の電車たち(2) 石川県の私鉄（Photo Publishing，2022年4月刊）125頁

## 相關項目
- 日本鐵路車站列表 Sa

## 外部連結
- 【よみがえる鉄路の記憶 西脇恵さん撮影】映画に登場した翌年廃線◇北鉄能登線・三明駅 （页面存档备份，存于）（日語） - 中日新聞